# Naudinia
Naudinia là chi thực vật có hoa trong họ Mua.